# Боллинг, Клод
Клод Боллинг (Канны, 10 апреля 1930 — 29 декабря 2020) — французский джазовый пианист, композитор, аранжировщик, а также актёр.
Боллинг учился в консерватории Ниццы, а затем в Париже. С четырнадцати лет был профессиональным джазовым пианистом; играл вместе с Лайонелом Хэмптоном, Роем Элдриджем и Кенни Кларком. Внёс значительный вклад в традиционный джаз конца 60-х, подружился с Оскаром Питерсоном.
Написал более ста произведений, большинство из них — мелодии для французских фильмов, начиная с музыки для документального фильма о Каннском кинофестивале в 1957 году. Известны его мелодии из фильмов «Борсалино» (1970) и «Калифорнийская сюита» (1978).

## Семья
Жена (1959—2017) — журналистка Paris Match Ирен Дервиз-Садыкер (1929—2017), дочь Павла Абрамовича Садыкера (фр. Paul Dervize Sadyker, 1888—?), директора-распорядителя акционерного общества «Накануне», сотрудника редакции выпускаемой этим обществом берлинской газеты «Накануне»; двоюродная сестра кинопродюсера Александра Мнушкина. Сыновья Давид и Александр.

## Произведения
- Claude Bolling Plays Duke Ellington (1959)
- Cat Anderson, Claude Bolling And Co. (1965)
- Original Ragtime (1966)
- Original Boogie Woogie (1968)
- Original Piano Blues (1969)
- Original Jazz Classics (1970)
- Original Piano Greats (1972)
- Swing Session (1973)
- Jazz Party (1975)
- With the Help of My Friends (1975)
- Keep Swingin' Volume 4 (1975)
- Suite for Flute and Jazz Piano Trio (1975)
- Hot Sounds (1976)
- Concerto for Guitar and Jazz Piano Trio (1975)
- Suite for Violin and Jazz Piano Trio (1977)
- California Suite (1978)
- Jazz Gala 79 (1979)
- Just For Fun (1980)
- Picnic Suite for Guitar, Flute and Jazz Piano Trio (1980)
- Toot Suite (1981)
- Claude Bolling (1981)
- Reds (1981)
- Suite for Chamber Orchestra and Jazz Piano Trio (1983)
- Suite for Cello and Jazz Piano Trio (1984)
- Jazz à la Francaise (1984)
- Live at the Meridien (1985)
- Suite No. 2 for Flute and Jazz Piano Trio (1987)
- Nuances (1988)
- Sonatas for Two Pianos (1989)
- Cross Over U.S.A. (1993)
- Enchanting Versailles — Strictly Classical (1994)
- A Drum is a Woman (1997)
- Tribute To The Piano Greats (2003)